# Erharting
Erharting – miejscowość i gmina w Niemczech, w kraju związkowym Bawaria, w rejencji Górna Bawaria, w regionie Südostoberbayern, w powiecie Mühldorf am Inn, siedziba wspólnoty administracyjnej Rohrbach. Leży około 6 km na północny wschód od Mühldorf am Inn, nad rzeką Isen, przy autostradzie A94 i drodze B299.

## Demografia
| Rok  | Liczba mieszk. |
| ---- | -------------- |
| 1970 | 954            |
| 1987 | 820            |
| 2000 | 921            |
| 2005 | 945            |

### Struktura wiekowa
Dane o ludności z 31 grudnia 2008:
| Opis                                | Ogółem | Ogółem | Kobiety | Kobiety | Mężczyźni | Mężczyźni |
| ----------------------------------- | ------ | ------ | ------- | ------- | --------- | --------- |
| Jednostka                           | osób   | %      | osób    | %       | osób      | %         |
| Populacja                           | 921    | 100    | 458     | 49,73   | 463       | 50,27     |
| Wiek przedprodukcyjny (0–17 lat)    | 162    | 17,59  | 77      | 8,36    | 85        | 9,23      |
| Wiek produkcyjny (18–65 lat)        | 500    | 54,29  | 243     | 26,38   | 257       | 27,9      |
| Wiek poprodukcyjny (powyżej 65 lat) | 259    | 28,12  | 138     | 14,98   | 121       | 13,14     |

## Polityka
Wójtem gminy jest Georg Kobler z WGI, rada gminy składa się z 8 osób.
|      | WGI | FWG | Razem |
| 2008 | 4   | 4   | 8     |
| 2002 | 5   | 3   | 8     |